# Hoplandrothrips tumiceps
Hoplandrothrips tumiceps är en insektsart som först beskrevs av Ian A. Hood 1925.  Hoplandrothrips tumiceps ingår i släktet Hoplandrothrips och familjen rörtripsar. Inga underarter finns listade i Catalogue of Life.